# Larissa Bieler
Larissa Margot Bieler (nascida em 27 de outubro de 1978) é uma jornalista suíça . Ela é diretora e editora-chefe da Swissinfo. 

## Biografia
Larissa estudou alemão, economia e política na Universidade de Zurique. Antes e depois de estudar em Paris e Mannheim, ela trabalhou por muitos anos como jornalista freelancer para o Bündner Tagblatt e vários Bündner Medien. Em julho de 2013, ela era editora-chefe do Bündner Tagblatt. Larissa Bieler é editora-chefe da SWI swissinfo.ch desde janeiro de 2016. Além disso, ela foi nomeada diretora da SWI swissinfo.ch no outono de 2018. 
Bieler é presidente da Quality in Journalism Association desde 2017  e membro do Conselho de Administração da SWISS TXT . 